# 蓝秋云
蓝秋云（1938年—），女，壮族，广西都安人，中国舞蹈演员、组织活动家，曾任中国舞蹈家协会理事。